# Higashi-ku (Kumamoto)
Pour les articles homonymes, voir Higashi-ku.
Higashi (東区, Higashi-ku) est l'un des cinq arrondissements de la ville de Kumamoto, au Japon.

## Géographie

### Situation
L'arrondissement de Higashi est situé dans l'est de Kumamoto, au Japon.

### Démographie
En 2016, la population de Higashi-ku était de 190 420 habitants répartis sur une superficie de 50,19 km2 (densité de population de 3 790 hab./km2).

## Histoire
L'arrondissement a été créé en 2012 lorsque Kumamoto est devenue une ville désignée par ordonnance gouvernementale.

## Culture locale et patrimoine
- Parc Dome de Kumamoto
- Kengun-jinja

## Transports publics
L'arrondissement est desservi par la ligne principale Hōhi de la JR Kyushu ainsi que par le tramway de Kumamoto.